# Драј Глајхен
Драј Глајхен (њем. Drei Gleichen) град је у њемачкој савезној држави Тирингија. Једно је од 57 општинских средишта округа Гота. Према процјени из 2010. у граду је живјело 5.286 становника. Посједује регионалну шифру (AGS) 16067086.

## Географски и демографски подаци
Драј Глајхен се налази у савезној држави Тирингија у округу Гота. Град се налази на надморској висини од 264 метра. Површина општине износи 57,8 km². У самом граду је, према процјени из 2010. године, живјело 5.286 становника. Просјечна густина становништва износи 91 становника/km².

## Међународна сарадња
| Мјесто | Држава    | Врста сарадње | Од    |
| ------ | --------- | ------------- | ----- |
|        | Француска | партнерство   | 1997. |
| Извор  |           |               |       |